# Slídiči
Slídiči je hra starořeckého athénského dramatika Sofoklea. Jejím námětem jsou theofanické události bezprostředně následující po narození boha Herma, tedy vynález lyry a krádež Apollónova stáda. Do současnosti je z jejího textu zachováno asi 400 veršů, tedy přibližně jeho polovina.
Česky vyšlo poprvé spolu s tragédií Král Oidipus v roce 1920 v nakladatelství František Borový, samostatně v roce 1940 v nakladatelství Melantrich.